# Ђерђ Конрад
Ђерђ Конрад (мађ. György Konrád; Беретћоујфалу, 2. април 1933 — Будимпешта, 13. септембар 2019) био је мађарски књижевник, познат као заговорник индивидуалне слободе. Члан и суоснивач Мађарске дигиталне књижевне академије (1988), а од 2006. инострани члан САНУ.

## Биографија
Студирао је књижевност, психологију и социологију. Од 1959. до 1965. био је социјални радник, уређује сабрана дела Толстоја и Балзака. Објављује прве есеје и чланке. Од 1965. ради у научном одељењу Института за урбанизам. Власти комунистичке Мађарске су му 1974. године заплениле студију Путеви интелигенције према класној власти, и практично му је до краја 1988. онемогућено да јавно публикује у тој земљи. Од 1974. до 1984. борави углавном у иностранству као стипендиста разних фондација — две године у Западном Берлину, затим у САД, путује по Европи, Аустралији и Америци.
Био је један од вођа демократске опозиције у једнопартијској Мађарској, затим један је од оснивача најјаче либералне странке, Савез слободних демократа. Од 1990. до 1993. био је председник Међународног ПЕН клуба, а од 1997. до 2003. председник Немачке академије уметности Берлин-Бранденбург.

## Награде и признања
- Хердерова награда (1983)
- Европска награда за есеј (1985)
- Кошутова награда (1990)
- Почасни доктор Универзитета у Антверпену (1990)
- Награда „Манес-Спербер” (1990)
- Мировна награда немачких издавача и књижара (1991)
- Међународна књижевна награда „Стефан Митров Љубиша” (1998)
- Међународна Карлова награда (2003)
- Теслина награда (2003)
- Почасни доктор Универзитета у Новом Саду (2003)
- Награда „Франц Верфел” за људска права (2007)
- Награда „Милован Видаковић” (2009)
- Јеврејски савет за књигу (2010)